# أل هولبرت
أل هولبرت (بالإنجليزية: Al Holbert) هو سائق سيارة سباق أمريكي، ولد في 11 نوفمبر 1946 في بلدة أبينغتون ‏ في الولايات المتحدة، وتوفي في 30 سبتمبر 1988 في كولومبوس في الولايات المتحدة.

## معرض صور

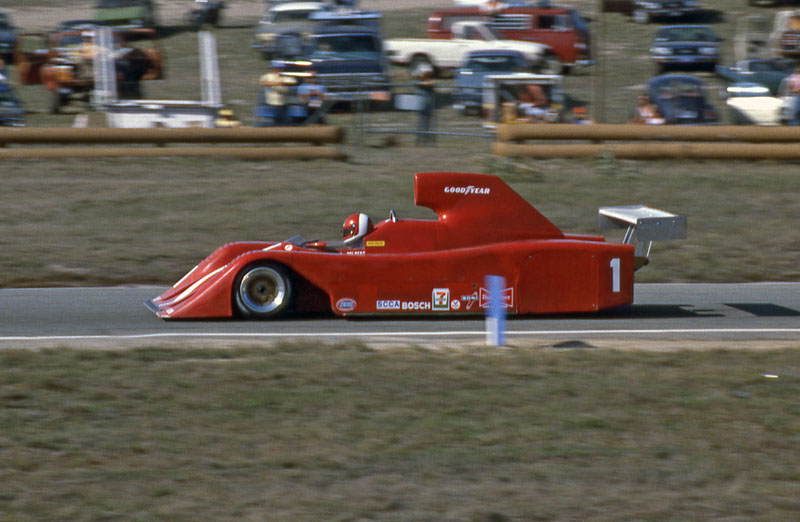
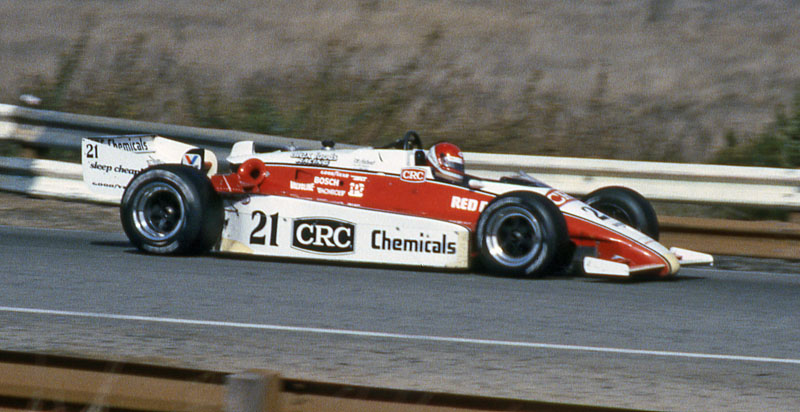
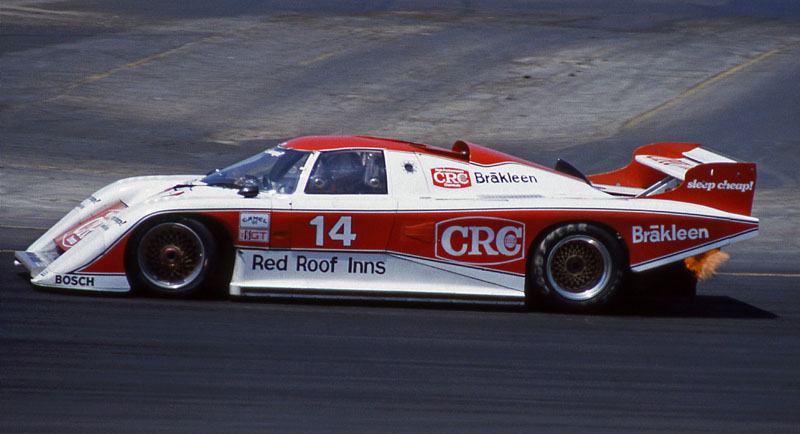

## روابط خارجية
- أل هولبرت على موقع DriverDB.com (الإنجليزية)